# ペーター・マンコッチ
ペーター・マンコッチ（Peter Mankoč、1978年7月4日 - ）は、スロベニアの競泳選手。身長192cm、体重87kg。

## 経歴
首都リュブリャナで生まれ、8歳の時に水泳を始めた。
特に短水路を得意とし、短水路の大会では個人メドレーなどで数多くのメダルを獲得。2001年12月15日には短水路100m個人メドレーの世界記録52秒63を樹立している。
オリンピックは1996年アトランタオリンピックに18歳で初出場して以来、シドニー、アテネ、北京、ロンドンと5大会連続で出場。最高成績は北京の100mバタフライで記録した10位（準決勝敗退）。

## エピソード
好きな食べ物はビーフステーキ（ミディアム）。